# Хоель Ордоньєс
Хоель Леандро Ордоньєс Герреро (ісп. Joel Leandro Ordóñez Guerrero, нар. 21 квітня 2004, Гуаякіль, Еквадор) — еквадорський футболіст, центральний захисник бельгійського клубу «Брюгге» та збірної Еквадору.

## Ігрова кар'єра

### Клубна
Хоель Ордоньєз є вихованцем еквадорського клубу «Індепендьєнте дель Валле», де з 2015 року грав у молодіжній команді. У квітні 2022 року футболіст дебютував у першій команді у матчах чемпіонату Еквадору.
Вже влітку 2022 року захисник перебрався до Європи, де приєднався до бельгійського клубу «Брюгге». Перший рік Ордоньєз грав у другій команді. Починаючи з сезону 2022/23 футболіста почали залучати до першої команди. Свою дебютну гру у чемпіонаті Бельгії Хоель провів 6 серпня 2023 року, коли вийшов на заміну у гостьовому матчі проти «Вестерло».

### Збірна
У 2019 році Хоель Ордоньєз був капітаном юнацької збірної Еквадору (U-15) на юнацькій першості Південної Америки.
У березні 2023 року Хоель Ордоньєз отримав перший виклик до національної збірної Еквадору на товариський матч проти команди Австралії⁣, але на поле того разу не виходив.

## Титули і досягнення
- Чемпіон Бельгії (1):

«Брюгге»: 2023–2024
- Володар Кубка Бельгії (1):

«Брюгге»: 2024–2025
- Володар Суперкубка Бельгії (1):

«Брюгге»: 2025